# The Safety Fire
The Safety Fire war eine Progressive-Metal-Band aus London, welche oftmals mit der Djent-Bewegung in Verbindung gebracht wird.

## Geschichte

### Gründung und Veröffentlichung vonSections(2006–2010)
Im vierten Jahr auf der weiterführenden Schule gründeten die Schulfreunde Derya Nagle und Lori Peri im Alter von 15 Jahren die Band. Kurz darauf stieß der mit Derya Nagle befreundete Gitarrist Joaquin Ardiles zu der Band hinzu. Als Schlagzeuger trat zudem Calvin Smith der Band bei, welcher mit Lori Peri in die Grundschule gegangen und zu dem Zeitpunkt der Gründung der Band auf einer anderen Schule gewesen ist. Als Sänger konnte die Band Sean McWeeney für sich gewinnen, welcher bereits zuvor in einer anderen Band mitspielte, so dass, bis auf Calvin Smith, alle zur selben Schule gingen.
Im März 2009 veröffentlichte die Band ihre erste EP unter dem Namen Sections, welchen die Band wählte, da die Bandmitglieder während der Entstehungsphase der EP auf unterschiedlichen Universitäten studierten und dies somit die Arbeit an der Veröffentlichung erschwert hatte. Die EP war ausschließlich digital erhältlich und auf dem ersten Lied der EP, welches ebenfalls den Namen Sections trug und von welchem aus der Name der EP abgeleitet war, war ein Gitarrensolo der Musiker Graham „Pin“ Pinney, welcher damals bei der bereits aufgelösten Band SikTh spielte, und Martin Goulding von der Band Linear Sphere zu hören. Der Kontakt kam zustande, da Derya Nagle bereits zu früheren Zeiten Gitarrenunterricht bei den beiden genommen und sie aufgrund dessen in den Entstehungsprozess der EP eingebunden hatte.
Am 21. Dezember 2014 gab Lori Peri bekannt, er habe die Band verlassen.

### Plattenvertrag und Veröffentlichung des Debütalbums (2011–2012)

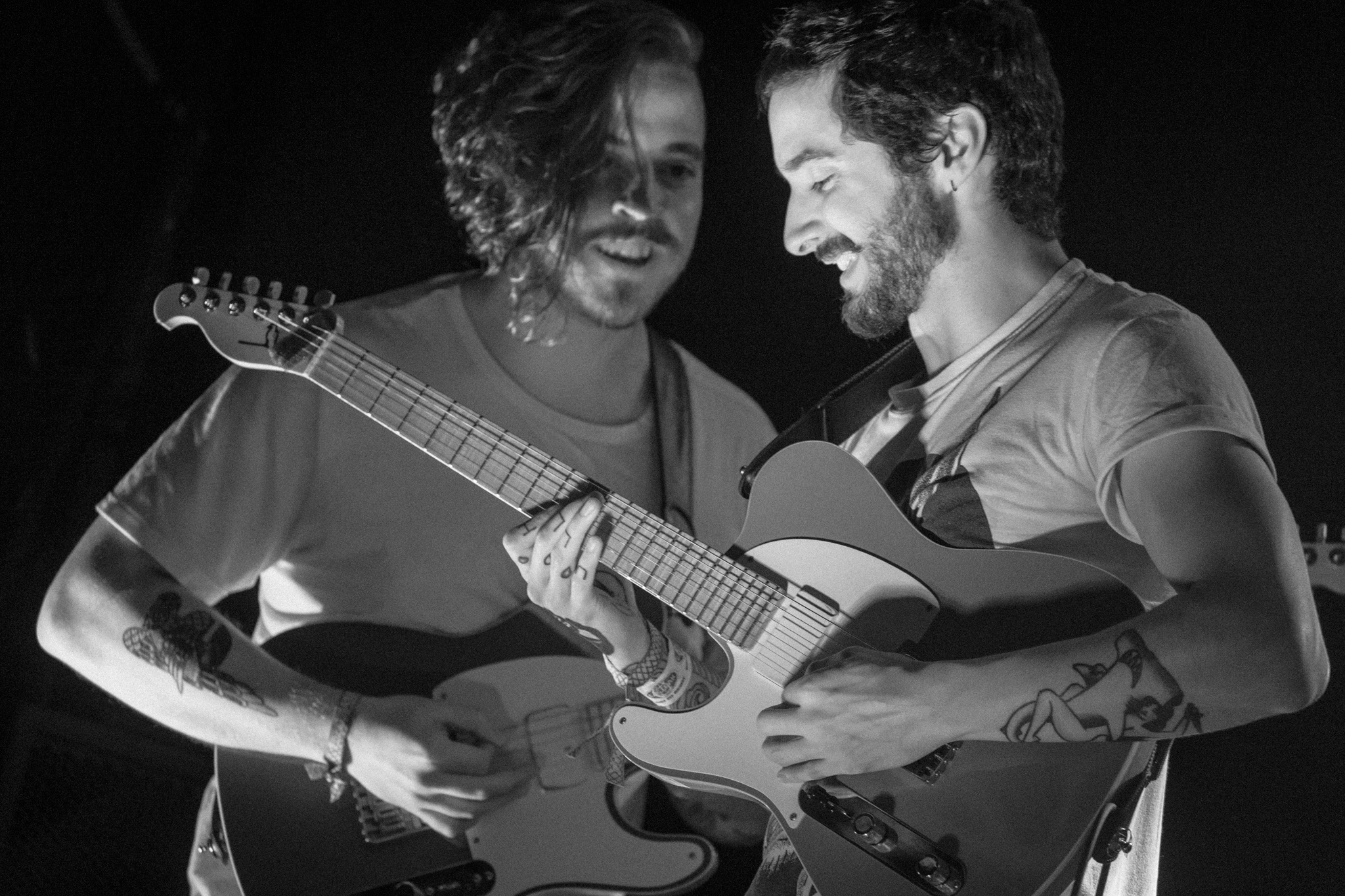
The Safety Fire auf dem Euroblast Festival 2014

Im Februar 2011 spielte die Band als Teil der „The League of Extraordinary Djentlemen“-Tour neben Periphery und Monuments ihre erste Tour außerhalb Großbritanniens. Als die Band in Hamburg ihr zweites Konzert der Tour spielte, ging der Kleintransporter der Band kaputt, so dass die Band gezwungen war mit dem Zug zum nächsten Konzert nach Berlin zu fahren, wo sie die Instrumente der anderen Bands benutzten, um ihr Konzert spielen zu können. Es folgte ein Auftritt auf dem Sonisphere Festival im Juli 2011 in Knebworth, wo die Band neben Bands wie Metallica, Megadeth und Slayer vertreten war. Im August 2011 gab die Band bekannt bei dem deutschen Plattenlabel InsideOut Music einen Plattenvertrag unterschrieben zu haben, über welches sie ihr Debütalbum veröffentlichen werden. Die Band entschied sich nach einigen Gesprächen mit anderen Plattenlabeln für InsideOut Music, da es sich auf Bands aus dem Genre spezialisiert hatte.
Zwischen März und April 2012 war die Band gemeinsam mit Jeff Loomis, Protest the Hero und Periphery auf ihrer ersten Tour durch die Vereinigten Staaten von Amerika. Gleichzeitig erschien mit einiger Verzögerung Anfang April mit Grind the Ocean das erste Studioalbum der Band, nachdem es eigentlich bereits im Februar veröffentlicht werden sollte. Das Album wurde, wie bereits die EP, im eigenen Studio von Derya Nagle aufgenommen, von wo aus er bereits die Musik von Bands wie Rise to Remain und The HAARP Machine produziert hatte. Im Sommer 2012 trat die Band sowohl auf dem Download-Festival, sowie dem Hevy Music Festival und dem Brutal Assault auf.

### Zweites StudioalbumMouth of Swordsund Auflösung (2013–2015)
Am 30. August 2013 veröffentlichte die Band ihr zweites Studioalbum Mouth of Swords. Zudem soll auf einem Lied Tommy Rogers, der Sänger der Band Between the Buried and Me, als Gastmusiker auftreten.
Die Band gab am 1. April 2015 über ihre Facebook-Seite die Auflösung bekannt. Was zunächst wie ein Aprilscherz wirkte, wurde jedoch am 16. Juli bestätigt. Genauere Gründe wurden nicht genannt.

## Stil
Die Band zeichnet sich vor allem für ihren Wechsel aus verzerrten und klaren Gitarrenparts aus, während sich vor allem die klaren Teile der Lieder an Elementen des Pop und Jazz orientieren.  Der Gesang von Sean McWeeney erfolgt ebenfalls im Wechsel zwischen guturalem und klarem Gesang. Die Texte der Lieder handeln meist von gesellschaftlichen Themen und sind durch Literatur geprägt. So basiert der Song Sections beispielsweise auf Dante Alighieris Inferno.
Während der Aufnahmen zur ersten EP Sections verwendete Derya Nagle eine E-Gitarre der Marke Blackmachine, während Joaquin Ardiles auf einer Gitarre von Schecter spielte. Heute verwenden beide E-Gitarren der Marke Wirebird, welche Kopien der Telecaster-Reihe der Firma Fender darstellen. Beide Gitarren sind mit Tonabnehmern der Marke Bareknuckle ausgestattet und werden, neben der Dropped-D-Stimmung, bei einigen Liedern auf eine ungewöhnliche Gitarrenstimmung gestimmt, bei der die tiefe E-Saite, bei einer nach der Standard-Stimmung gestimmten Gitarre, auf ein A herunter gestimmt wird (AADGHE). Die Idee stammte von den Bands Pantera und SikTh, welche dieses Tuning ebenfalls in manchen ihrer Lieder verwendeten.

## Sonstiges
Die Band ist bekannt für ihre ausgefallenen Designs auf ihren Merchandise-Artikeln. Diese werden allesamt von Derya Nagle eigens entworfen.

## Diskografie

### Alben
- 2012: Grind the Ocean (InsideOut Music)
- 2013: Mouth of Swords (InsideOut Music)

### EPs
- 2009: Sections (Eigenvertrieb)

### Singles
- 2012: Huge Hammers (InsideOut Music)
- 2012: Floods of Colour (InsideOut Music)